# Cant del Barça
Cant del Barça (Catalaans: [kan dəl ˈβaɾsə] "Barca zingt") is het officiële clublied van FC Barcelona. Het lied werd in 1974 geschreven ter ere van het 75-jarig jubileum van de club. De tekst is geschreven door Jaume Picas en Josep Maria Espinàs en de muziek is gecomponeerd door Manuel Valls. Het lied is volledig in het Catalaans.
Het lied beleefde zijn officiële debuut op 27 november 1974 in Camp Nou, voor de wedstrijd tussen FC Barcelona en Oost-Duitsland. Een koor van 3500 zangers bracht het lied ten gehore, onder leiding van Oriol Martorell.
Sindsdien is het lied uitgevoerd door bekende zangers zoals Joan Manuel Serrat, en tijdens evenementen als het honderdjarig bestaan van de club. Bovendien heeft het bestuur onder voorzitterschap van Joan Laporta verschillende artiesten en muziekgroepen gevraagd om het lied in het Camp Nou op te voeren in de aanloop naar voetbalwedstrijden. De uitvoeringen vinden plaats in uiteenlopende muzikiestijlen als pop, rock, rap, samba, hiphop, ska, rumba.
Sinds 2008/2009 wordt Cant del Barça gedrukt op officiële merchandise van de stad Barcelona.